# نجد مجحز (حالمين)

تعديل مصدري - تعديل

نجد مجحز هي إحدى قرى عزلة حبيل الريدة بمديرية حالمين التابعة لمحافظة لحج، بلغ تعداد سكانها 137 نسمة حسب تعداد اليمن لعام 2004.